# ES-357
A ES-357 é uma rodovia diagonal localizada na região Noroeste do estado do Espírito Santo. A rodovia liga o município de Colatina até o município de Itaguaçu. A maior parte da rodovia está asfaltada, restando alguns trechos de leito natural como o trecho de Boapaba até Santa Júlia e o trecho entre Itaçu e Itaguaçu.